# Gerolamo Venier
Pour les articles homonymes, voir Venier.
Girolamo Venier (né le 8 avril 1650 à Venise et mort le 18 avril 1735 dans la même ville) est un diplomate, compositeur italien des XVIIe et XVIIIe siècles. Il a été redécouvert grâce à  Federico Maria Sardelli lors de la première mondiale du morceau Gena Lachrimis en 2008 à Potsdam.

## Biographie
Issu d'une famille richissime son père a été podestat de Bergame. Il choisit de devenir diplomate et est nommé ambassadeur de Venise à la cour de Louis XIV le 5 mai 1682. Il écrira de nombreux rapports encore cités aujourd'hui comme son jugement sur Philippe d'Orleans et recevra du roi le 5 mai 1687 une boite à portraits de 2 930 livres avec une chaine et une médaille d'or de 6 000 livres.  
Le 10 juillet 1687 il est nommé ambassadeur à Vienne, c'est son neveu Pietro Venier qui lui succèdera à Paris. Rentré à Venise et devenu sénateur le 1er juillet 1695, il se voit confier, avec Lorenzo Soranzo, l’extraordinaire ambassade de compliments pour l’accession au trône d'Angleterre de Guillaume III d'Orange-Nassau. Surintendant de l’artillerie le 5 avril 1698 et surintendant de la santé le 5 juin suivant, Venier couronna sa carrière en étant élu  le 28 février 1699 Procurateur de Saint-Marc. Le 20 avril 1709, il est élu bibliothécaire jusqu'à sa mort à la Biblioteca Marciana, où la plupart de ses manuscrits sont conservés. Il l'enrichira de plus 2200 volumes.
Compositeur amateur, ses œuvres peu nombreuses sont dans le style de Vivaldi[réf. nécessaire].

## Œuvres
- 1732 - 6 sonates a quattro (incomplètes), Biblioteca Marciana, Contarini, 9996
- 1733 - Sérénade d’Alcide pour 2 sopranos, alto, ténor, basse, trompette, cordes et basse continue (incomplète), Biblioteca Marciana, Contarini 9995
- 1733 - Gena Lachrimis pour 2 sopranos, alto, ténor, basse, trompette, cordes et basse continue, Biblioteca Marciana, Contarini It. IV, 9995
- 1742 - Arie per balli (Venise, Teatro S. Cassiano)
- 1743 - È folia se nascondete pour soprano, cordes et basse continue, Biblioteca Marciana, Contarini It. IV, 9995
- 1743 - Procuri la prego pour soprano, cordes et basse continue, Biblioteca Marciana, Contarini It. IV, 9995
- 1744 - Al vibrar della mia spada pour soprano, cordes et basse continue, Biblioteca Marciana, Contarini It. IV, 9995
- 1744 - Felice età dell’oro pour soprano, cordes et basse continue, Biblioteca Marciana, Contarini It. IV, 9995
- 1744 - Non è ver che un bel tacere pour soprano, cordes et basse continue, Biblioteca Marciana, Contarini It. IV, 9995
- 1745 - Arie e Salveregina pour soprano et basse continue, Biblioteca Marciana, Contarini It. IV, 9995
- 1749 - Son regina e son amante per Maria Venier (douteux)
- Del destin non vi lagnate per Maria Venier da L'Olimpiade di Pietro Metastasio (douteux)
- Quel labbro adorato per soprano, archi e basso continuo (douteux)
- Sinfonia per archi e basso continuo in fa maggiore, Biblioteca Marciana, Contarini 9995
- 2 sonate per mandolino e basso continuo per Maria Venier, Biblioteca Marciana, Contarini It. IV, 476 (=10000)
- 19 sonate a tre, Biblioteca Marciana, Contarini It. IV, 471 (=9996)